# ندر والاپ
ندر والاپ (به انگلیسی: Nether Wallop) یک روستا و محله مدنی در بریتانیا است که در Test Valley واقع شده‌است. ندر والاپ ۸۷۶ نفر جمعیت دارد.